# Tajfun Morakot
Morakot je jméno tajfunu, který v srpnu roku 2009 zasáhl Japonsko, Tchaj-wan, Filipíny, Čínu a Jižní Koreu). Nejpostiženějším státem byl Tchaj-wan kde se Morakot stal vůbec nejničivějším tajfunem v tchajwanské historii. Konkrétně na Tchaj-wanu zemřelo 461 lidí a škody přesahovali 3,2 miliardy dolarů, tedy polovinu všech škod tajfunu Morakot. Celkem si tajfun Morakot vyžádal 789 obětí. Tropická cyklóna se vytvořila 2. srpna 2009 zhruba 1000 km východně od Filipín z většího monzunu. Tajfun se rozptýlil 13. srpna 2009.